# Novo Banco
Novobanco er en portugisisk bank. Den blev etableret af Portugals bank 4. august 2014, med formål at videreføre aktiver fra Banco Espírito Santo (BES). De har hovedkvarter i Lissabon.